# 더 마리아스
더 마리아스(The Marías)는 미국의 인디 팝 밴드이다.

## 음반 목록
- Superclean Vol. I (2017)
- Superclean Vol. II (2018)
- CINEMA (2021)